# Вена
Ве́на (нем. Wien [ˈviːn] прослушатьо файле) — федеральная столица Австрии и одновременно одна из девяти федеральных земель Австрии, расположенная внутри другой земли, Нижней Австрии. Расположена в восточной части страны. Население Вены составляет 1,98 млн чел. (2023); вместе с пригородами — около 2,8 млн (более 25 % населения Австрии); таким образом, Вена является самым крупным по населению городом Австрии, занимая шестое место среди самых крупных городов Европейского союза и второе место среди немецкоязычных городов после Берлина. Культурный, экономический и политический центр Австрии.
Вена является третьим городом — резиденцией ООН после Нью-Йорка и Женевы. Венский международный центр (так называемый UNO-City) включает в себя МАГАТЭ, УНП ООН, организации ООН по промышленному развитию и др. В Вене находятся штаб-квартиры таких международных организаций, как ОПЕК и ОБСЕ.
В течение многих столетий Вена являлась городом — резиденцией Габсбургов, а во времена их правления — и столицей Священной Римской империи германской нации, превратившись в культурный и политический центр Европы.
В 1867—1918 годах Вена, наряду с Будапештом, была одной из столиц Австро-Венгерской монархии, являясь экономическим, политическим и культурным центром как Цислейтании, так и Австро-Венгрии в целом: в Вене располагалась резиденция главы государства.
В 1910 году в Вене проживало два миллиона человек, она занимала четвёртое место среди крупнейших городов мира, уступая лишь Лондону, Нью-Йорку и Парижу. После Первой мировой войны, повлёкшей за собой развал Австро-Венгрии, население Вены сократилось почти на четверть и расти перестало.
Старый город Вены и дворец Шёнбрунн в декабре 2001 года были внесены в список Всемирного наследия ЮНЕСКО.
Согласно результатам международного исследования агентства Mercer, опубликованного в мае 2012 года, в котором сравнивалось качество жизни в 221 городе, Вена пятый раз подряд заняла первое место в мире по качеству жизни. Журнал The Economist в 2011 году поставил Вену на второе место в мире по комфортности проживания (после Мельбурна и перед Ванкувером), в 2024 году Вена занимает в этом рейтинге первое место.

## Происхождение названия
Топоним «Вена» происходит от гидронима одноимённой реки, протекающей через город и впадающей в Дунай. В отношении этимологии этого гидронима существуют разные мнения.
Согласно одной точке зрения, он происходит от кельтского vedunia («дерево»), согласно другой — от кельтского vindo («белый» либо «постройка») + -bona («ограждённое место, городок»), поскольку в 50 году н. э. на этом месте располагался римский военный лагерь Vindobona. Часть -bona встречается в античной топонимии: например, Augustobona, Juiliobona. Древнегерманский топоним Wienne, славянский — Веден.
Происхождение от этнонима «венды» В. А. Никонов считает неподтверждённым.

## География
Площадь Вены составляет 415 км². Таким образом, она является самой маленькой федеральной землёй Австрии.
Площадь города распределена следующим образом:
| Застроенная земля       | 11,3 % |
| Дорожные площади        | 11,1 % |
| Железнодорожные площади | 2,2 %  |
| Парки                   | 28,4 % |
| Водные площади          | 4,6 %  |
| Виноградники            | 1,7 %  |
| Лесные участки          | 16,6 % |
| Сельхозплощади          | 15,8 % |
| Прочее                  | 8,3 %  |

### Расположение
Город расположен в восточной части Австрии у подножия Альп, на берегу Дуная, в шестидесяти километрах от границ со Словакией и Венгрией. Через Вену протекает Дунай со своим рукавом — Дунайским каналом, также протекает река Вена. Исторически город развивался южнее Дуная, однако в последние два столетия Вена росла по обе стороны реки. Наибольшая высота города над уровнем моря отмечается в районе Германскогеля (542 м), а наименьшая в Лобау (151 метр). Город окаймляет Венский Лес.
Географически выгодное положение делает Вену очень удобным местом для развития разносторонних отношений с восточноевропейскими странами. Это стало особенно ощутимо после 1989 года, когда упал «железный занавес». Например, от столицы Словакии Братиславы Вену отделяют всего 60 километров — это самое короткое расстояние между двумя столицами в Европе, исключая Ватикан и Рим.
По форме Вена напоминает круг, пересечённый хордой реки Дунай. Его центральная часть, так называемый Старый город, почти полностью совпадает с административными границами первого района (Внутренний город). Рингштрассе (Кольцевая улица) или просто Ринг (Кольцо) представляют собой цепочку бульваров, образующих кольцо вокруг старого города. История Ринга началась в 1857 году, когда император принял решение разрушить потерявшие свои оборонительные функции, но и ставшие помехой фортификационные сооружения и построить на их месте репрезентативные бульвары и серию зданий в стиле историзма, которые в наше время относятся к важнейшим достопримечательностям города. Улица Гюртель (Пояс), образующая второе полукольцо Вены, также возникла во второй половине XIX века в результате сноса потерявшего военное значение фортификационного вала, защищавшего Вену с предместьями с начала XVIII века. За Гюртелем находятся бывшие пригороды, официально ставшие частью Вены в 1892 году.

### Климат
Вена — солнечный город, где достаточно чётко выражены все четыре времени года.
- Зима: средняя температура воздуха +1 °C, изредка бывают морозы от −12 до −18°, часты снегопады.
- Весна: наступает в конце февраля и длится до середины мая. Погода неустойчивая, сильно меняется. Могут быть как возвраты холодов, так и летняя жара. Заморозки могут быть очень продолжительное время: хотя они исчезают к марту, могут наблюдаться до конца мая в отдельные годы.
- Лето: средняя температура воздуха около +20 °C. Зачастую лето в Вене сухое и жаркое — вплоть до 38 градусов выше нуля.
- Осень: наступает в последнюю декаду сентября. Начало и середина осени характерно частыми возвратами тепла и сухой комфортной погодой. Глубокая осень наступает в середине-конце ноября и плавно перетекает в мягкую зиму.

Атмосферные осадки — 600−700 мм в год.
| Показатель                    | Янв.  | Фев. | Март  | Апр. | Май  | Июнь | Июль | Авг. | Сен. | Окт. | Нояб. | Дек.  | Год  |
| ----------------------------- | ----- | ---- | ----- | ---- | ---- | ---- | ---- | ---- | ---- | ---- | ----- | ----- | ---- |
| Абсолютный максимум, °C       | 18,7  | 20,6 | 25,5  | 30,0 | 34,0 | 36,5 | 38,3 | 38,5 | 33,0 | 27,8 | 21,7  | 19,1  | 38,5 |
| Средний суточный максимум, °C | 3,1   | 5,2  | 10,3  | 16,2 | 21,1 | 24,0 | 26,5 | 26,0 | 20,6 | 14,6 | 8,1   | 3,6   | 14,9 |
| Средняя температура, °C       | 0,3   | 1,7  | 5,8   | 10,8 | 15,6 | 18,6 | 20,8 | 20,3 | 15,5 | 10,4 | 5,2   | 1,1   | 10,5 |
| Средний суточный минимум, °C  | −1,9  | −1   | 2,5   | 6,3  | 10,9 | 14,0 | 15,9 | 15,7 | 11,9 | 7,4  | 3,0   | −0,8  | 7,0  |
| Абсолютный минимум, °C        | −22,2 | −26  | −16,3 | −8,1 | −1,6 | 3,2  | 6,9  | 6,5  | −0,6 | −9,1 | −14,3 | −20,7 | −26  |
| Норма осадков, мм             | 37    | 41   | 51    | 44   | 69   | 70   | 71   | 72   | 60   | 38   | 49    | 48    | 649  |
| Источник: «Погода и Климат»   |       |      |       |      |      |      |      |      |      |      |       |       |      |

Вена является одной из немногих столиц в Европе, на территории которой выращивается виноград.

## Административное деление

Административное деление Вены

Вена разделена на 23 района:
1. Внутренний город (Innere Stadt)
2. Леопольдштадт (Leopoldstadt)
3. Ландштрассе (Landstraße)
4. Виден (Wieden)
5. Маргаретен (Margareten)
6. Мариахильф (Mariahilf)
7. Нойбау (Neubau)
8. Йозефштадт (Josefstadt)
9. Альзергрунд (Alsergrund)
10. Фаворитен (Favoriten)
11. Зиммеринг (Simmering)
12. Майдлинг (Meidling)
13. Хитцинг (Hietzing)
14. Пенцинг (Penzing)
15. Рудольфсхайм-Фюнфхаус (Rudolfsheim-Fünfhaus)
16. Оттакринг (Ottakring)
17. Хернальс (Hernals)
18. Веринг (Währing)
19. Дёблинг (Döbling)
20. Бригиттенау (Brigittenau)
21. Флоридсдорф (Floridsdorf)
22. Донауштадт (Donaustadt)
23. Лизинг (Liesing)

## История

Герб Вены в 1461—1925 годы

История заселения территории сегодняшней Вены начинается во время неолита, с распространением вдоль Дуная земледелия и скотоводства (6-е тысячелетие до н. э.), для занятия которыми Венская котловина предоставляла оптимальные условия: плодородные почвы, обилие водных источников и благоприятный климат. Самым значимым доримским поселением было поселение на горе Леопольдсберг, история которого начинается в середине бронзового века и заканчивается буквально за два поколения до прихода римлян.
История Вены как населённого пункта начинается в середине I века нашей эры с началом строительства на территории сегодняшнего старого города форпоста 15-го римского легиона. Этот форпост получил название «Виндобона», что значит «угодье Виндоса» и происходит от более раннего топонима кельтского или праславянского происхождения — Vindevon, Vendevun («место [обитания] Вендов», то есть проживавших здесь славянских племён). Вокруг военного лагеря стали расти гражданские постройки. Археологические раскопки не подтверждают версию наличия на территории сегодняшнего старого города какого бы то ни было доримского поселения.
В начале V века н. э. Виндобона пережила сильный пожар, а к концу V века римляне покинули эти места.
Тот факт, что до сих пор топография центра Вены включает в себя практически всю топографию лагеря Виндобона, говорит о том, что непосредственно после ухода римлян там жили люди, нашедшие прибежище возле тогда ещё стоявших стен и использовавшие оставшиеся после римлян материалы для постройки жилищ.
Раскопки показывают, что в VI веке жизнь внутри стен бывшего римского лагеря концентрировалась в его северо-восточной части. Название поселения неизвестно, кроме него на территории сегодняшней Вены в те времена было несколько аварских и славянских поселений. Имена некоторых славянских поселений до сих пор живут в именах сегодняшних районов Вены: Веринг (18), Дёблинг (19).
В IX веке пришедшие с запада Каролинги строят в северо-восточной части бывшего римского лагеря небольшой замок и сохранившуюся по сей день церковь святого Рупрехта. Количество домов во всё ещё маленьком и очень малозначимом поселении несколько возрастает. Из того же IX века происходит первое письменное упоминание Вены: в старых Зальцбургских анналах сохранилась датированная 881 годом запись о том, что возле Вении произошло сражение с венграми, «… bellum cum ungaris ad Uueniam…». Однако нет ясности, имеется ли здесь в виду река или город Вениа. Как нет ясности и насчёт того, чем это сражение закончилось.
К середине XII века Вена становится резиденцией австрийских герцогов Бабенбергов. В 1155 году герцог Генрих II Бабенберг построил дом на площади Ам-Хоф. В 1137—1147 годах была выстроена первая церковь на месте Собора святого Стефана (современный собор строился в XIII—XV веках). С 1278 года Вена — оплот династии Габсбургов. В 1469 году император Фридрих III добился от Папы Павла II учреждения в Вене епископства (до 1469 Австрия духовно подчинялась епископу Пассау).
В ходе австро-венгерской войны 1477—1488 годов (англ. Austrian–Hungarian War (1477–88)), в результате которой решительную победу над Священной Римской империей одержало Королевство Венгрия, венгерские войска в 1485 году осадили и взяли Вену (англ. Siege of Vienna (1485)). С 1485 по 1490 годы Вена находилась под полным контролем Венгрии. Венгерский король Матвей Корвин даже перенёс сюда свою резиденцию и королевский двор из Буды.

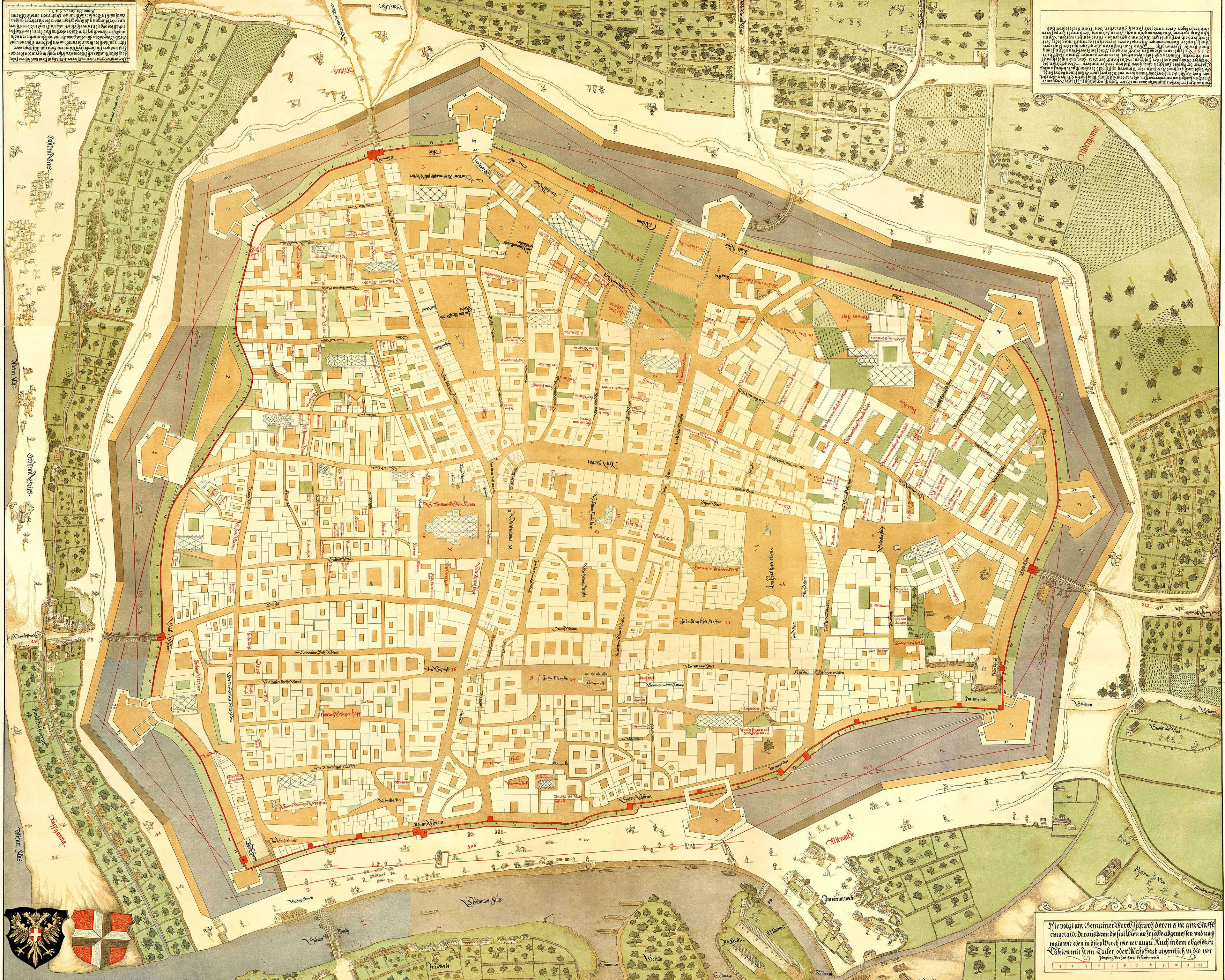
План Вены, 1547 год

В 1529 году Вена безуспешно осаждалась турками. При почти 20-кратном превосходстве врага защитники Вены сумели одержать над ним решительную победу. Тяжкое поражение турецкой армии, какого она ещё не знала, положило конец стремительной экспансии Османской империи в Европу. Полтора века спустя, в 1683 году, союзные войска католических стран нанесли туркам под стенами Вены ещё более сокрушительное поражение, после которого Османская империя навсегда отказалась от завоевательных походов, и именно после этого поражения начался её упадок.

Осада Вены турками, 1683 год

В 1679 году в Вене разразилась эпидемия чумы. Население города, составлявшее 100 тыс. человек, уменьшилось на треть. В память об избавлении от эпидемии в центре города в 1693 году была воздвигнута Чумная колонна или Пестзойле, но 1713 год принёс новую волну болезни. Только в катакомбах под собором святого Стефана погребены 11000 жертв эпидемии. Об этом событии в истории города сегодня напоминает величественное здание Карлскирхе.
С XVI века Вена стала столицей многонационального государства австрийских Габсбургов, с XVII века и особенно в XVIII веке являлась средоточием многочисленной придворной бюрократии. С XVIII века в Вене развивается мануфактурная промышленность (текстильное производство и производство предметов роскоши).
В XVIII — начале XX века Вена — важный центр мировой культуры, особенно музыкальной.
В 1805 и 1809 годах в Вену вступали войска Наполеона. В 1814 году в городе прошёл Венский конгресс, подвергнувший пересмотру политическую карту Европы.
В первой половине XIX века с появлением стиля бидермейер, основоположниками которого стали известные венские композиторы, художники и театральные деятели, в городе отмечается прогресс в сфере культуры и искусства. Вена превращается в общеевропейский музыкальный центр. Эпоха бидермейера завершилась революцией 1848 года, в которой жители города принимали активное участие.
29 июня 1873 года, по Вене прошёлся один из самых разрушительных смерчей за всю историю Австрии, убивший несколько десятков человек. Воздушный шар, поднятый в воздух смерчем, был обнаружен на территории Венгрии. По свидетельству очевидцев, смерч был похож на тёмную, бешено вращающуюся облачную массу, ползающую по земле.
В конце XIX века культура, наука и образование в Вене продолжают процветать. Мировой известностью пользуется Венский университет и Академия наук. В 1897 году представители венской богемы создают группу Венский сецессион, в которую входили Коломан Мозер, Густав Климт и Отто Вагнер.

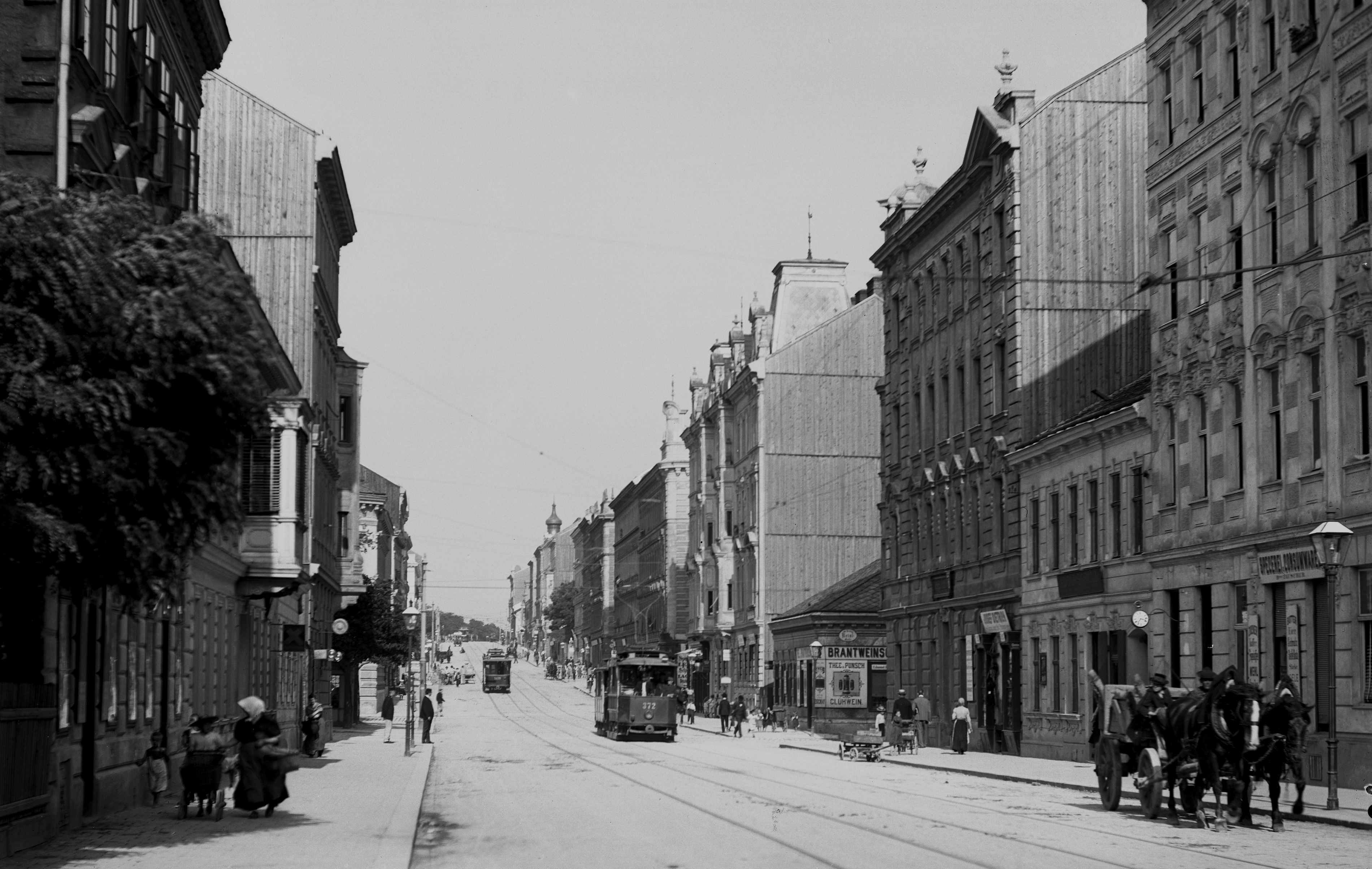
Хюттельдорф Штрассе в начале XX века

К началу XX века Вена стала одним из крупнейших городов Европы с населением более 2 млн человек. Однако, политические события в Европе стали переломными для Вены, с поражением Австро-Венгрии в первой мировой войне Вена утрачивает своё былое влияние.
Первая мировая война привела к падению дома Габсбургов и стала причиной упадка Вены, порождённого инфляцией и внутриполитической борьбой между социалистами и консерваторами. В 1920 образована земля Вены. Муниципалитет, балансировавший между интересами масс и капитала, реализовал обширную программу строительства доступного жилья и городской инфраструктуры, но не мог предотвратить столкновения между партиями. В 1927 году в Вене начались массовые общественные беспорядки, унёсшие 89 жизней. В 1934 году вспыхнуло Февральское восстание. Режим австрофашизма, пришедший к власти в 1934 году, не смог сохранить независимость страны, и в ночь с 11 на 12 марта 1938 года в Вену вступили немецкие войска (см. Аншлюс).
13 апреля 1945 года в ходе Венской операции Вена была взята советскими войсками. В результате англо-американских бомбёжек, а затем уличных боёв городу был причинён значительный ущерб, хотя исторический ансамбль Старого города в целом сохранился. Восстановление собора св. Стефана завершилось в 1960 году. В 1955 вновь были открыты оперный театр и «Бургтеатр».
В июле 1945 года было подписано соглашение о зонах оккупации в Австрии и об управлении Веной. Город был разделён на 4 сектора оккупации: советский, американский, английский и французский. Центр был выделен для совместной четырёхсторонней оккупации. Карл Реннер создал австрийское временное правительство, провозгласившее отделение от Германии. Советские войска, занимавшие северо-восточные окраины города, и другие войска союзных стран, занимавшие остальные части города, покинули его в 1955 году, когда Австрия была провозглашена независимой и нейтральной.
Во второй половине 1950-х гг. Вена вновь развернула массовое строительство муниципального жилья, в 1970—1980 годы была проведена серьёзная реконструкция центра города, в результате которой Вена избежала опасностей брюсселизации. В современной Вене базируются МАГАТЭ, ЮНИДО, ОПЕК и многие другие международные организации. 21 декабря 1975 года штаб-квартира ОПЕК подверглась нападению террористов.
Вечером в понедельник, 2 ноября 2020 года, в людном венском квартале «Бермудский треугольник» (Bermuda-Dreieck), вблизи Центральной синагоги и Венской оперы, была открыта стрельба по прохожим. В результате стрельбы, которую австрийские власти назвали терактом, погибли как минимум 4 человека: двое мужчин и две женщины. Ещё 22 получили ранения, в том числе один полицейский.

## Население

Демографическая пирамида Вены в 2022

| 1754       | 1800       | 1850       | 1900       | 1910       | 1923       | 1939       | 1951       | 1961       |
| ---------- | ---------- | ---------- | ---------- | ---------- | ---------- | ---------- | ---------- | ---------- |
| 175 460    | ↗271 800   | ↗551 300   | ↗1 769 137 | ↗2 083 630 | ↘1 918 720 | ↘1 770 938 | ↘1 616 125 | ↗1 627 566 |
| 1971       | 1981       | 1981       | 1985       | 1990       | 1991       | 1995       | 2000       | 2001       |
| ↘1 619 885 | ↘1 535 145 | ↘1 531 346 | ↘1 494 874 | ↘1 492 636 | ↗1 539 848 | ↗1 542 667 | ↗1 548 537 | ↗1 550 123 |
| 2005       | 2010       | 2011       | 2012       | 2015       | 2015       | 2016       | 2016       | 2020       |
| ↗1 632 569 | ↗1 689 995 | ↗1 726 225 | ↗1 730 278 | ↗1 797 337 | ↘1 794 770 | ↗1 863 881 | ↘1 840 573 | ↗1 911 191 |
| 2022       |            |            |            |            |            |            |            |            |
| ↗1 973 403 |            |            |            |            |            |            |            |            |

## Инфраструктура

### Транспорт

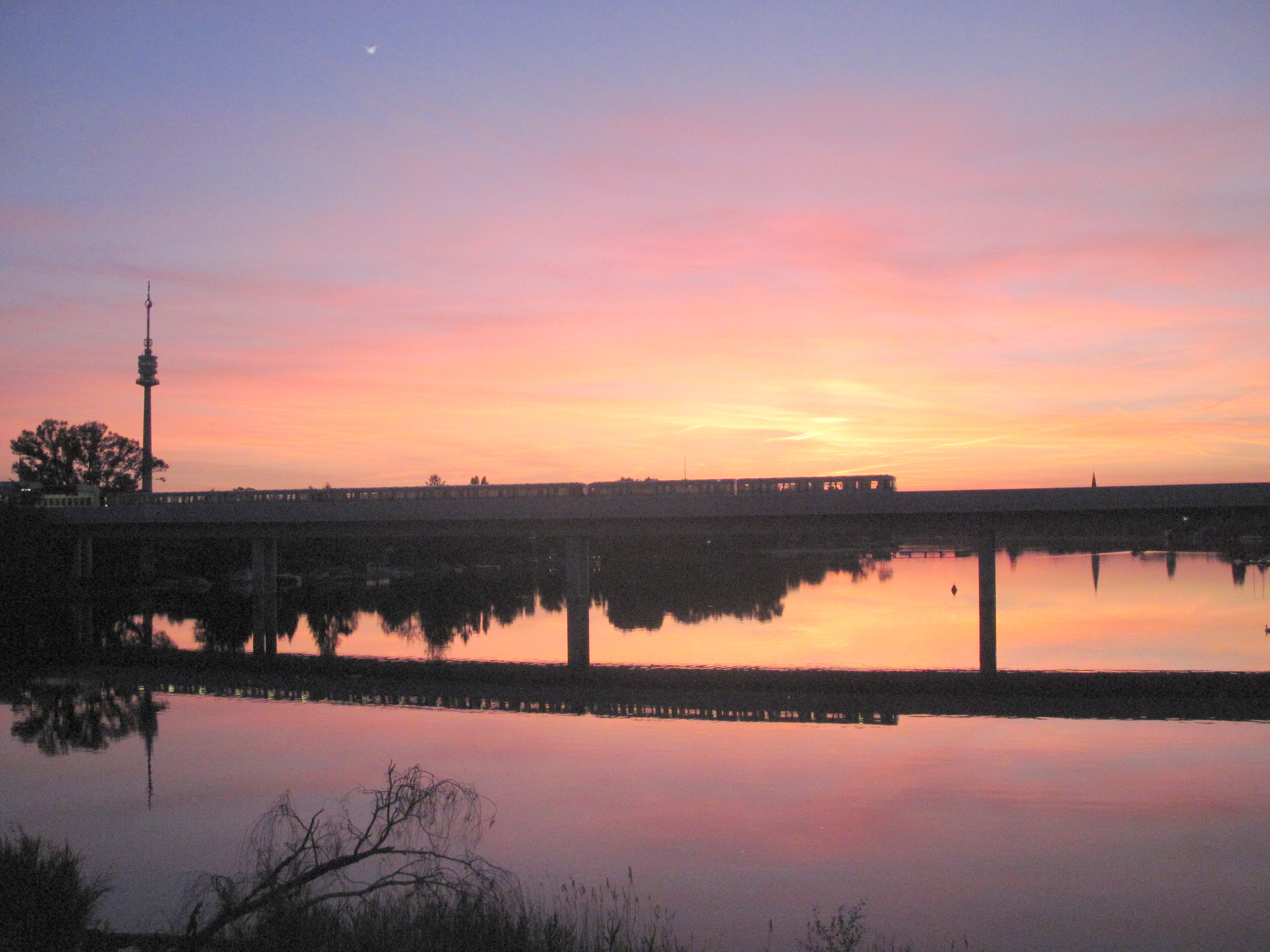
Поезд метро на мосту через Старый Дунай

В Вене хорошо развит общественный транспорт. Его основу составляют:
- сеть скоростных поездов — Венский S-Bahn, которая принадлежит австрийским федеральным железным дорогам (ÖBB);
- Венский метрополитен (U-Bahn), трамвайные и автобусные линии компании Wiener Linien;
- трамвайная линия Вена-Баден (Badner Bahn[нем.]);
- скоростные поезда City Airport Train[нем.] (CAT), которые идут из международного аэропорта Швехат в центр Вены;
- частные автобусные линии

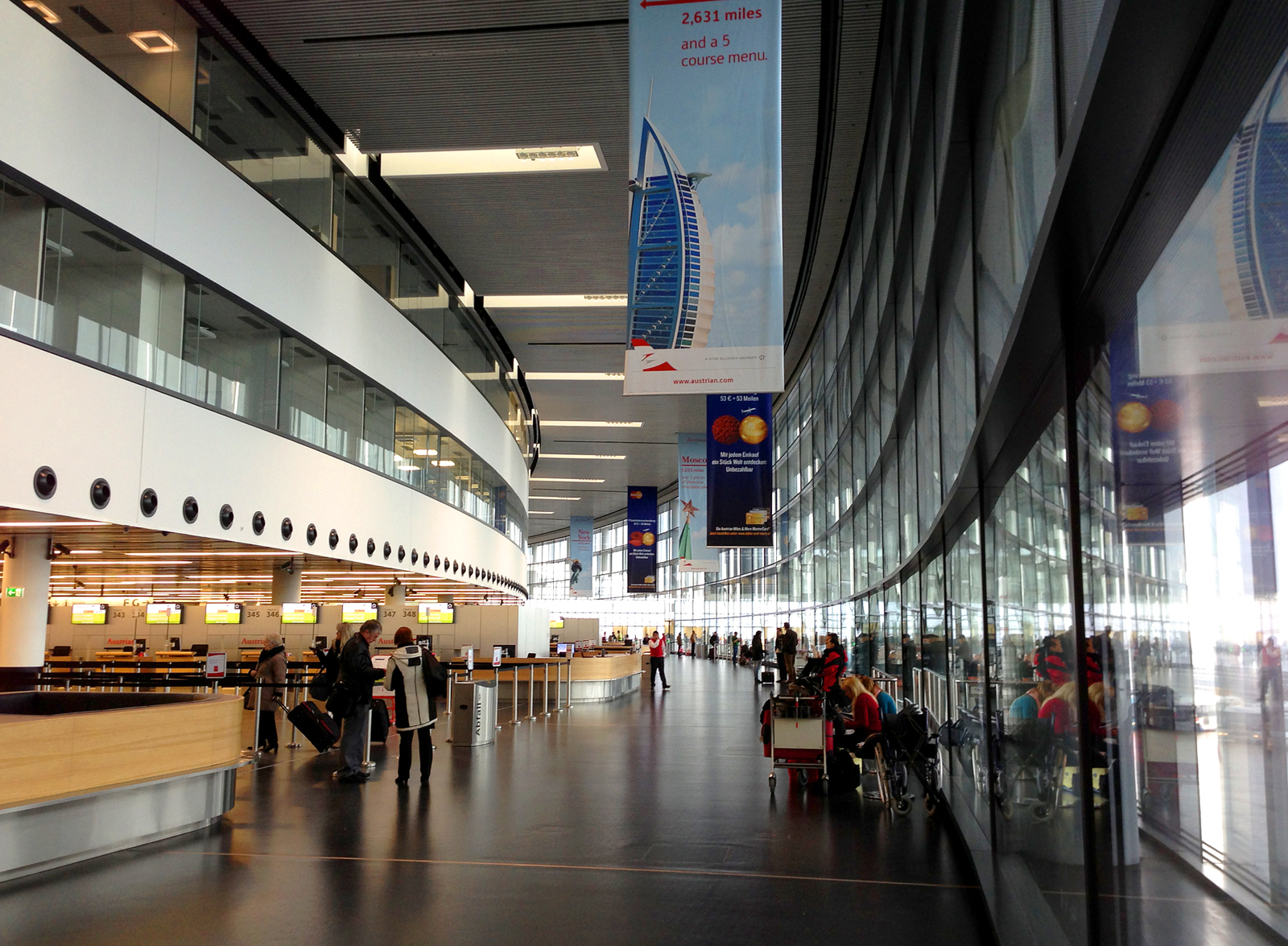
Аэропорт Вена-Швехат

Трамвайное сообщение появилось в Вене в 1865 году и в настоящее время насчитывает около 179 км трамвайных путей. Таким образом, в Вене находится одна из старейших и самая протяжённая трамвайная сеть в мире. В 1898 году в Вене появились первые городские железнодорожные линии, которые сейчас представлены такими компаниями, как U-Bahn и S-Bahn. Автобусные маршруты начали работать в Вене с 23 марта 1907 года. Сеть автобанов и железных дорог соединяет Вену с другими городами Австрии и Европы. Единый Главный вокзал официально открыт 10 октября 2014 года на месте бывшего Южного. Кроме него, действует и немало других; основные: Северный, Западный, вокзал Франца Иосифа и вокзал Майдлинга. Венский международный аэропорт Швехат имеет прямое воздушное сообщение с большинством стран — членов ЕС и является самым крупным по обслуживанию пассажиров в Центральной Европе. В Швехате зарегистрировано более 60 авиакомпаний со всего мира. В 2005 году венский аэропорт обслужил свыше 14 млн пассажиров.
Венский речной порт является центральным транспортным узлом на реке Дунай и обладает самым крупным в Европе терминалом по приёму контейнеров с общей площадью 60 тыс. м². В центре логистики венского порта зарегистрировано 120 австрийских и зарубежных компаний, в которых работают более 5 тыс. человек. В 2005 году через этот центр было проведено свыше 9 млн тонн различных товаров.
Начиная с 2018—2020-х годов активно набирает популярность аренда электрических самокатов, велосипедов и соответствующей инфраструктуры.

### Энергетика
Электро-, газо- и теплоснабжением города заведует компания Wiener Netze GmbH, имеющая около 2800 сотрудников. Она является дочерней по отношению к Wiener Stadtwerke и, таким образом, принадлежит городу. Теплоснабжение большой части Вены осуществляется тремя мусоросжигательными заводами: Шпиттелау, Зиммерингер Хайде и Флётцерштайг. Часть электропотребления обеспечивают находящиеся в городе ГЭС Фройденау и ГЭС Нуссдорф.

### Городское водоснабжение
С конца XIX века Вена может похвастаться высококачественной питьевой водой, доступной всем жителям. Вода доставляется по подземным водопроводам из горных областей Ракс, Шнеберг и Хохшваб. В XX и XXI веках источники воды были диверсифицированы; теперь также используется вода из глубинных подземных источников Лобау и более удалённого региона Мосбрунн.

## Научные учреждения и университеты
- Венский университет экономики и бизнеса
- Австрийский институт экономических исследований
- Венский институт международных экономических исследований
- Венский университет[18]
- Венский технический университет[19]
- Агрикультурный университет (природных ресурсов и прикладных наук)
- Венский медицинский университет
- Академия изобразительных искусств
- Университет прикладного искусства
- Венский университет музыки и исполнительского искусства
- Венский университет ветеринарной медицины

Частные университеты:
- Университет Webster
- Университет MODUL
- Университет Зигмунда Фрейда

## Культура, достопримечательности

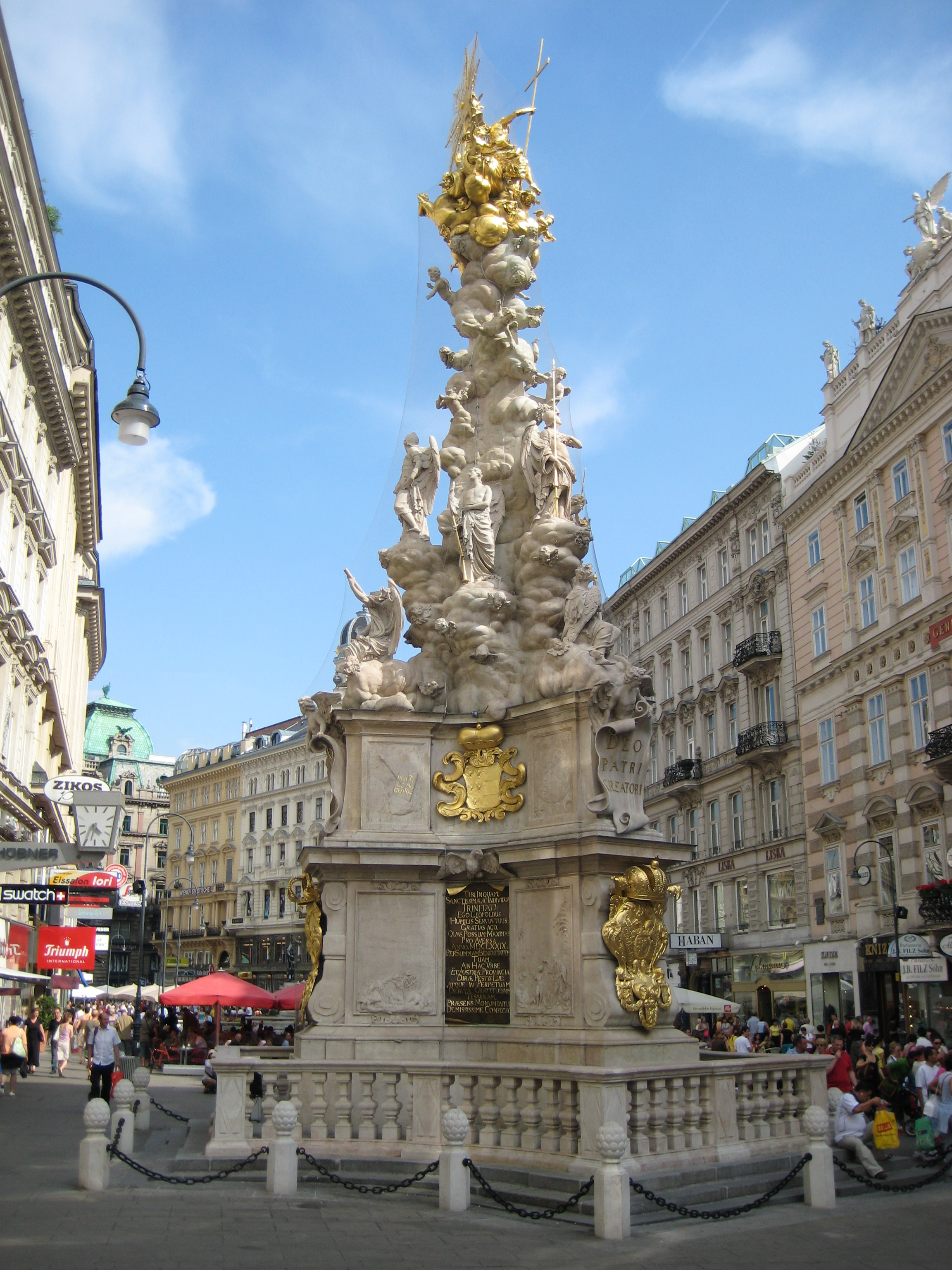
Чумная колонна в Вене

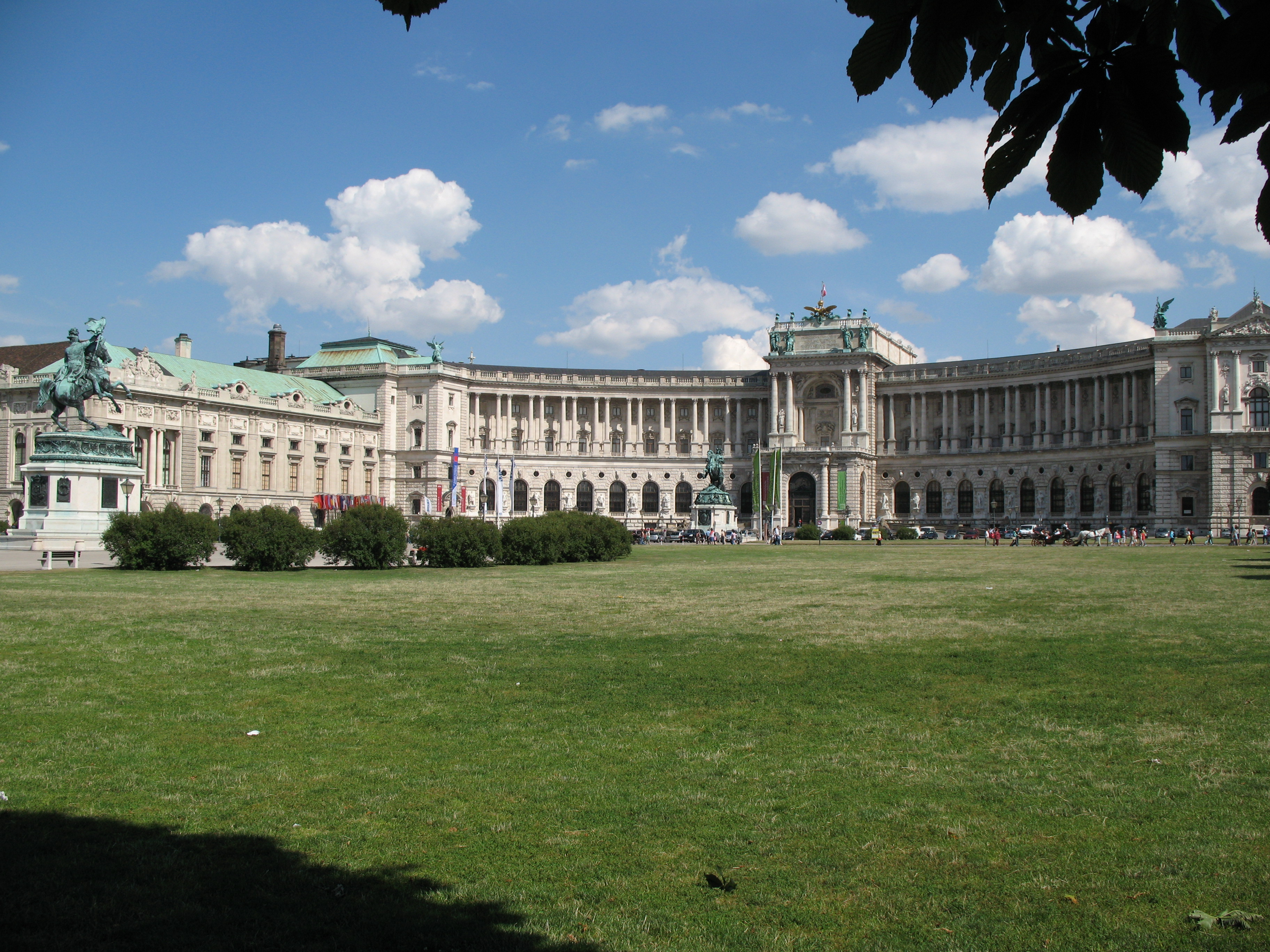
Вид на Хофбург

- Венская опера — одна из известнейших в мире.
- Шёнбрунн — летняя резиденция австрийских императоров.
- Дворцовый комплекс Бельведер.
- Дом Хундертвассера — дом архитектора Хундертвассера.
- Хофбург — венская резиденция Габсбургов.
- Собор Святого Стефана (Штефансдом) — один из символов города.
- Венский международный центр ООН — VIC.

### Парки
- Шёнбруннский зоопарк при резиденции Габсбургов Шёнбрунн был заселён животными в 1752 году. Таким образом, это самый старый из до сих пор действующих зоопарков мира.
- Зоосад Лайнц — часть венского леса, организованная как парк-заповедник с большим разнообразием свободно перемещающихся внутри зоосада диких зверей. Большей частью расположен в 13-м районе Вены, небольшая часть относится к Нижней Австрии.
- Ботанический сад Венского университета.
- Пратер — общественный парк и зона отдыха.
- Дом Моря в парке Эстергази в 6-м районе Вены, встроенный в зенитную башню времён второй мировой войны, представляет на площади в 4000 м² более 10000, в большинстве своём морских, животных. Упор в основном делается на аквариумы.

### Музыка

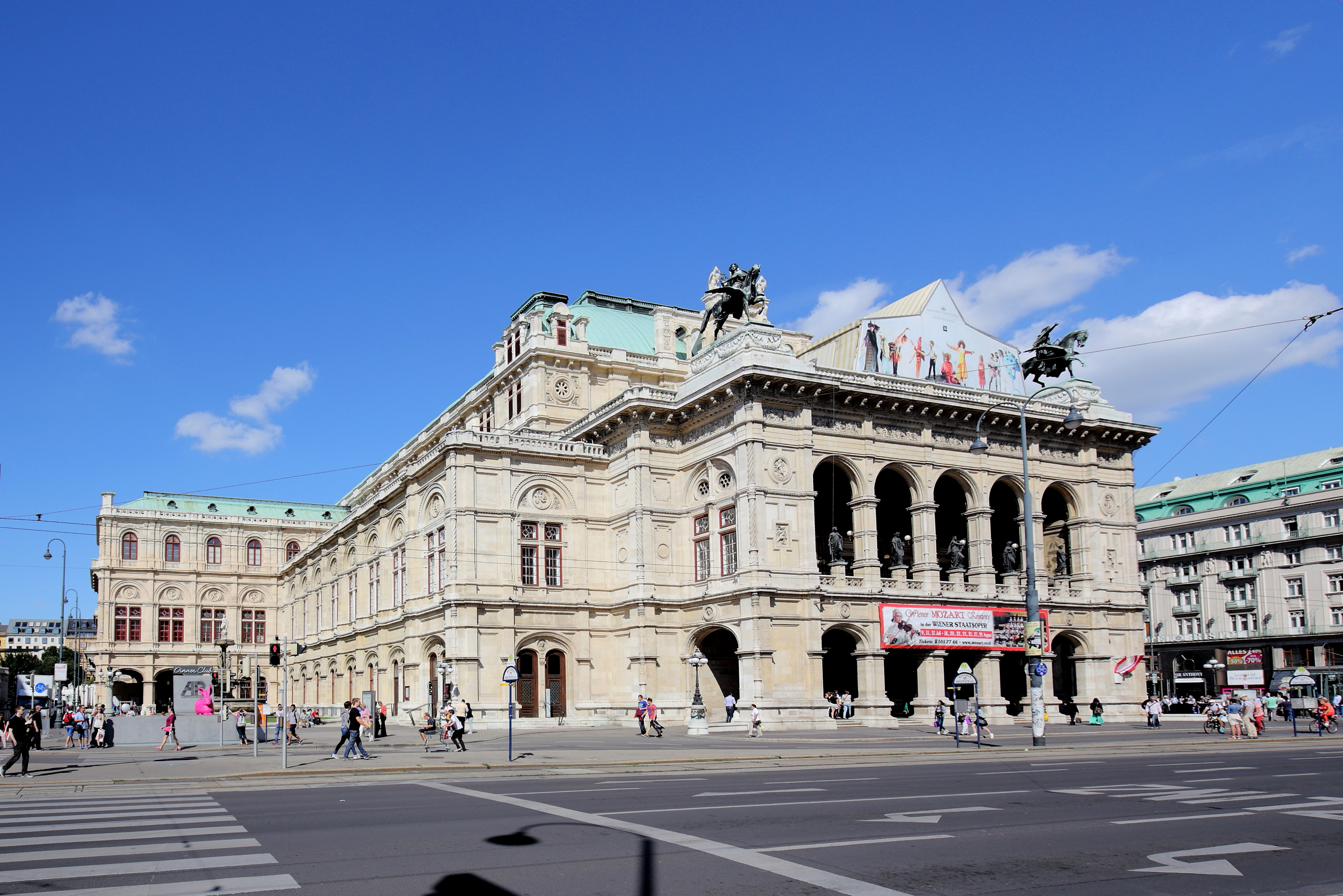
Венская государственная опера

- Венский филармонический оркестр — всемирно известный оркестр, который ежегодно проводит традиционный Новогодний концерт.
- Венский Концертхаус — центр классической музыки.
- Венская государственная опера — одна из ведущих в Европе. Её история в значительной степени характеризует город, как

музыкальную столицу ЕС. Актуальная программа оперы на русском языке.
- Mnozil Brass — знаменитый джазовый брасс-ансамбль.

### Изобразительное искусство
- Галерея Бельведер — известнейший художественный музей в венском дворце Бельведер. Основная экспозиция посвящена австрийским художникам эпохи Fin de siècle и югендстиля.
- Музей истории искусств — известнейший художественный музей на площади Марии Терезии.
- Галерея Альбертина — художественный музей, расположенный во дворце эрцгерцога Альбрехта в центре Вены. В нём хранится около 65 тыс. рисунков и более одного миллиона произведений печатной графики.
- Viennacontemporary — международная ярмарка современного искусства стран Восточной Европы.
- Дом художников — выставочный комплекс.

## Экономика
В 2007 году Mercer Human Resource Consulting опубликовал ежегодное исследование качества жизни в мире. По уровню качества жизни, Вена уже не в первый раз заняла первое место в Европейском союзе. Этот город получил лучшие оценки в сферах: инфраструктура, общественный транспорт, банки и финансы, безопасность, культура и свободное времяпрепровождение. Этот показатель послужил толчком для международных компаний, которые стали активнее работать в этом городе.
Согласно данным ООН за 2012 год, Вена является городом и регионом с высоким уровнем благосостояния. Рынок недвижимости в городе рос медленно, но уверенно, тогда как в большинстве других городов Европы к моменту составления рейтинга уже 8 лет наблюдался глубокий кризис. При составлении рейтинга учитывались пять показателей: производительность труда, качество жизни, развитие инфраструктуры, социальная интеграция и защита окружающей среды.

## Политика
Законодательный орган — Венский общинный совет (Wiener Gemeinderat), исполнительный орган — Венский городской сенат (Wiener Stadtsenat), состоящий из Бургомистра Вены (Bürgermeister von Wien) и городских советников (Stadtrat).
До 1918 года политику Вены формировала Христианско-социальная партия (предшественница современной Австрийской народной партии, АНП), её лидер Карл Люгер долгое время был мэром города. В наши дни Вена является оплотом австрийских социал-демократов. Они пришли к власти ещё в период Первой республики (1918—1934) и провели множество назревших социальных реформ, улучшив качество жизни сотен тысяч рабочих. Политику мэрии города тех времён уважали социалисты по всей Европе, которые называли город «Красной Веной» (Rotes Wien). Единственным перерывом в правлении социал-демократов в городе были 1934—1945 годы, когда в стране воцарился австрофашизм, а затем и нацизм, с аншлюсом Австрии Германией.
В 1994 году вместо популярного бургомистра Гельмута Цилька градоначальником был избран другой социал-демократ — Михаэль Хойпль. В 1996—2001 социал-демократы управляли городом совместно с Австрийской народной партией. В 2005 году во время муниципальных выборов социал-демократы получили 49 процентов голосов избирателей. Их основным соперником в городском парламенте была АНП, за которую проголосовали 18 процентов избирателей.
Муниципальные выборы, прошедшие 10 октября 2010 года резко изменили соотношение сил. Социал-демократы не смогли добиться абсолютного большинства, получив 44 процента голосов. АНП получила лишь 13 процентов, а праворадикальная Австрийская партия свободы почти удвоила свой прошлый результат, получив 27 процентов голосов и став, таким образом, второй партией по числу депутатов в городском парламенте (который, согласно закону, избирает мэра).
Состав Общинного совета, избранного 27 апреля 2025 года: СДП — 44, АПС — 22, Зелёные — 15, АНП — 10, НЕОС — 10.

## Религия

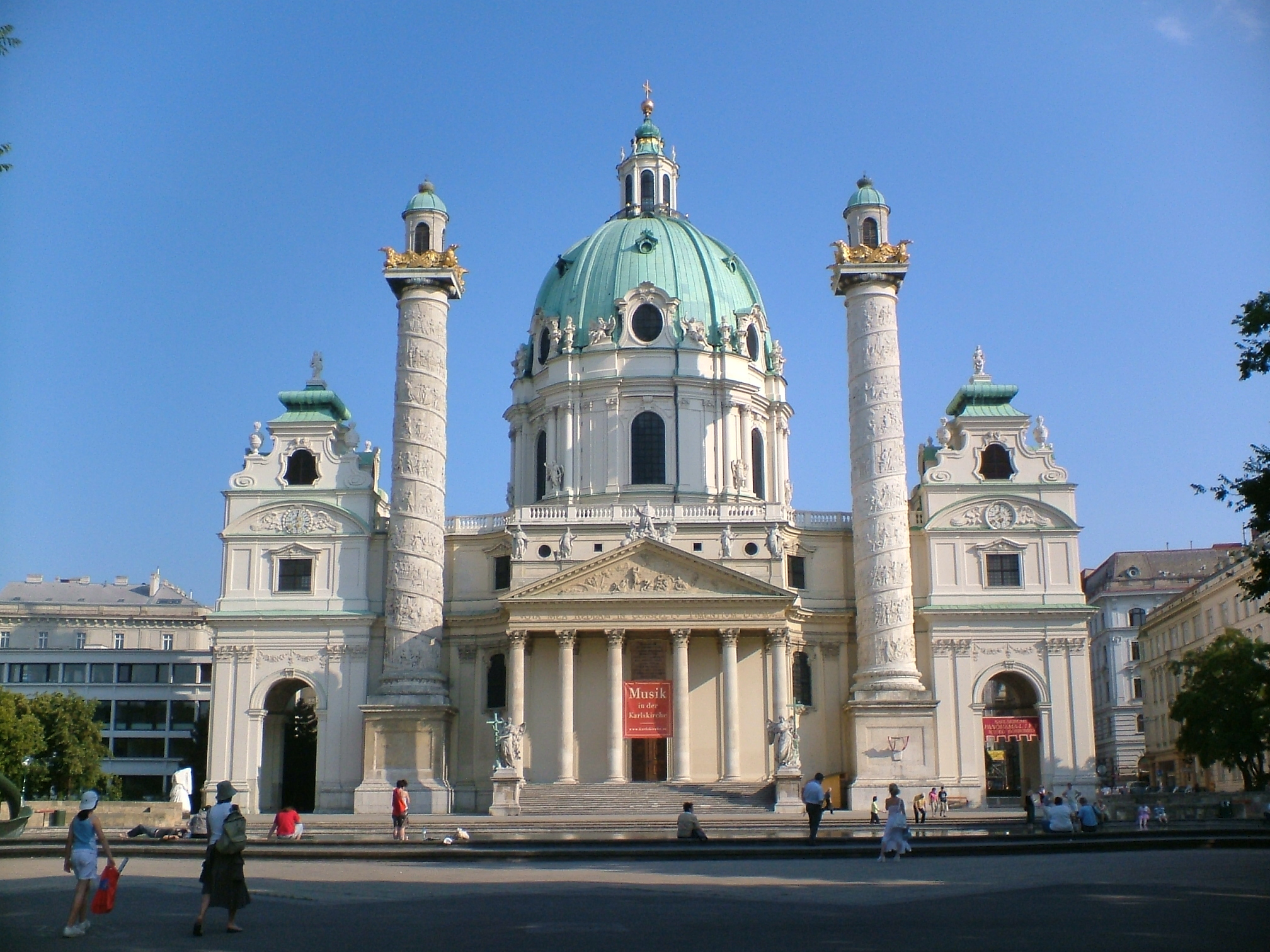
Карлскирхе

Вена является центром архиепархии-митрополии Римско-католической Церкви. Согласно переписи населения 2001 года, население города распределяется по религиям следующим образом:
- католицизм — 49,2 %;
- ислам — 7,8 %;
- православие — 6,0 %;
- протестантизм (в основном лютеранство) — 4,7 %;
- иудаизм — 0,5 %;
- другие религии и неуказанное вероисповедание — 6,3 %.

Доля атеистов — 25,7 %.

## Спорт
Городу принадлежит рекорд по количеству проведения в нём мировых чемпионатов по фигурному катанию. Они в нём состоялись 11 раз, первое соревнование такого уровня прошло ещё в начале XX века в 1907 году.

### Футбол
В Вене существуют более 50 футбольных клубов. Здесь базируется старейший клуб Австрии: «Фёрст», играющий в Эрсте Лиге. Он основан в 1894 году. Также в городе существуют два клуба Бундеслиги, считающиеся одними из лучших в стране: «Аустрия» и «Рапид». Матчи между этими командами проходят на главном стадионе страны — «Эрнст-Хаппель-Штадион». Среди других клубов известны также «Винер Шпортклуб», «Винер Виктория» и «Флоридсдорфер». Среди женских команд выделяется «Ландхаус», который представляет город в Бундеслиге.

## Города-побратимы
- Белград, Сербия
- Братислава, Словакия
- Будапешт, Венгрия
- Варшава, Польша
- Загреб, Хорватия
- Киев, Украина
- Любляна, Словения
- Москва, Россия
- Тель-Авив, Израиль

Отношения, схожие с побратимством [неизвестный термин]:
- Ниш, Сербия

Кроме того, некоторые районы Вены имеют города или районы-побратимы в Японии:
- Альзергрунд и Такарадзука, Хёго (с 1994)
- Внутренний город и Тайто, Токио (с 1989)
- Дёблинг и Сэтагая, Токио (с 1985)
- Донауштадт и Аракава, Токио (с 1996)
- Майдлинг и Гифу, Гифу (с 1992)
- Флоридсдорф и Кацусика, Токио (с 1987)
- Хернальс и Футю, Токио (с 1992)
- Хитцинг и Хабикино, Осака (с 1995)

## Факты
- В честь Вены назван астероид (397) Вена, открытый в 1894 году, а также астероид (231) Виндобона, открытый в 1882 году.
- Вена и Братислава являются самыми близкорасположенными столицами Европы (55 км и менее часа транспортной доступности друг от друга). До 1936 года из Братиславы в Вену можно было доехать на трамвае[нем.].